# Еврейский музей Боснии и Герцеговины
Еврейский музей Боснии и Герцеговины (босн. Muzej Jevreja Bosne i Hercegovine) — музей в Сараево, Босния и Герцеговина. Музей посвящен сохранению и демонстрации истории, культуры и наследия еврейской общины в Боснии и Герцеговине. Расположен в старейшей синагоге в стране, построенной в 1581 году.

## История
Здание, в котором находится музей, известно как Старая синагога, было построено в 1581 году сефардскими евреями, которые поселились в Сараево после изгнания из Испании. Синагога была уничтожена пожаром в 1679 году, а затем снова в 1778 году, но каждый раз восстанавливалась. В 1966 году после реставрации здание было переоборудовано в музей и стало частью Сараевского музея.

## Выставки
Постоянная экспозиция музея рассказывает о более чем 400 годах еврейском пребывании в Боснии и Герцеговине. Включает в себя такие артефакты, как: религиозные предметы, рукописи, фотографии и традиционная одежда. В коллекции представлены предметы от Османского периода до австро-венгерской эпохи, Второй мировой войны и послевоенного периода. В частности, в музее хранится коллекция книг на ладино и других еврейских книг, некоторые из которых были напечатаны более 200—300 лет назад.

## Архитектура
Старая синагога считается одним из самых красивых зданий-музеев в бывшей Югославии. Её архитектура отражает смесь сефардского и местного стилей, создавая уникальное и исторически значимое сооружение.

## Значение
Музей служит свидетельством постоянного присутствия и вклада еврейской общины в Боснии и Герцеговине. Также подчеркивает опыт общины во время значимых исторических событий, включая Холокост и Боснийскую войну.